# Atletismo nos Jogos Pan-Americanos de 1955 - Decatlo masculino
A prova do decatlo masculino nos Jogos Pan-Americanos de 1955 foi realizada na Cidade do México, México.

## Medalhistas
| Ouro                             | Prata                              | Bronze                    |
| Rafer Johnson USA Estados Unidos | Robert Richards USA Estados Unidos | Hernán Figueroa CHI Chile |

## Resultados
| Posição           | Nome            | Nacionalidade      | Pontos | Notas |
| ----------------- | --------------- | ------------------ | ------ | ----- |
| Medalha de ouro   | Rafer Johnson   | USA Estados Unidos | 6994   |       |
| Medalha de prata  | Robert Richards | USA Estados Unidos | 6886   |       |
| Medalha de bronze | Hernán Figueroa | CHI Chile          | 5740   |       |
| 4                 | Brígido Iriarte | VEN Venezuela      | 5253   |       |
| 5                 | Carlos Vera     | CHI Chile          | 4365   |       |
| 6                 | Javier González | MEX México         | 4108   |       |